# Acrotriche depressa
Acrotriche depressa är en ljungväxtart som beskrevs av Robert Brown. Acrotriche depressa ingår i släktet Acrotriche och familjen ljungväxter. Inga underarter finns listade i Catalogue of Life.